# محمد برته
محمد برته (انگلیسی: Mohamed Berthé؛ زادهٔ ۱۲ سپتامبر ۱۹۷۲) بازیکن فوتبال اهل فرانسه است.
از باشگاه‌هایی که در آن بازی کرده‌است می‌توان به باشگاه فوتبال وستهام یونایتد، باشگاه فوتبال سرکل بروژ، باشگاه فوتبال ای‌اف‌سی بورنموث، باشگاه فوتبال زولته وارخم، باشگاه فوتبال پاری سن ژرمن، و باشگاه فوتبال هارت آف میدلوتیان اشاره کرد.